# Konstandinos Teotokis
Konstandinos Teotokis, ngr. Κωνσταντίνος Θεοτόκης (ur. w maju 1872 na Korfu, zm. 1 lipca 1923 tamże) – grecki pisarz i tłumacz.

## Życiorys
Urodził się w miejscowej rodzinie arystokratycznej z tytułem hrabiowskim, znanej z tradycji intelektualnych i patriotycznych. Otrzymał staranne wykształcenie, najpierw w lokalnym gimnazjum, potem podczas wielostronnych studiów w Paryżu, które pogłębiał studiując także w Grazu i Monachium; wyróżniał się znajomością 10 języków (żywych i martwych). W Bawarii zainteresował się ideologią socjalizmu, co poskutkowało zbliżeniem do środowiska intelektualnego o tendencjach lewicowych. 
Wiele podróżował; w 1893 zawarł związek małżeński z zamożną czeską baronówną Ernestiną von Malowitz. Walczył ochotniczo podczas powstania na Krecie (1896) i wojny grecko-tureckiej w 1897 roku. W latach I wojny światowej (1916-1917) czynnie współpracował (m.in. jako wysłannik dyplomatyczny) z liberalnym stronnictwem Wenizelosa. W 1917 mianowano go sekretarzem ateńskiej Biblioteki Narodowej, a wskutek poniesionych strat wojennych zajął się zarobkowo intensywną działalnością przekładową. Zmarł w rodzinnej posiadłości ziemskiej Karusades.

## Twórczość
Silny wpływ początkowo wywarła na niego twórczość francuskich naturalistów oraz Tołstoja i Dostojewskiego. Pierwszym utworem była wydana w Paryżu francuskojęzyczna powieść Życie w górach (Vie de montagne, 1895) o bandytyzmie wybitnie rozplenionym w nowożytnej Grecji. Poglądy Nietzschego zainspirowały opublikowane w 1899 opowiadanie Namiętność (Το Πάθος). W późniejszej prozie przeważały jednak tendencje naturalistyczne, m.in. w zbiorze nowel Opowieści z Korfu (Κορφιάτικες ιστορίες) czy w powieści Cześć i pieniądze (Η τιμή και το χρήμα). W utworach powieściowych Skazaniec (Κατάδικος, 1917) oraz Życie i śmierć Karaweli (Η ζωή και ο θάνατος του Καραβέλα, 1920) przedstawił realistyczny opis życia wsi greckiej, dając wyraz swym socjalistycznym przekonaniom. Szczególną wymowę ma powojenna powieść Niewolnicy w swych pętach (Οι σκλάβοι στα δεσμά τους, 1922), ukazująca ruinę i upadek rodzimej arystokracji, niereformowalnej i do końca wiernej swym nawykom i poglądom.
Poza tym tłumaczył dzieła literatury europejskiej – m.in. Platona, Wergiliusza, Szekspira, Goethego i Flauberta, a także (z sanskrytu) utwory literatury staroindyjskiej.